# Kuhn Holding
Die Kuhn Holding GmbH mit Hauptsitz in Eugendorf bei Salzburg ist ein österreichisches Familienunternehmen.

## Geschichte
Günter Kuhn gründete das Unternehmen „Kuhn Baumaschinen“ im Jahre 1973 in Eugendorf bei Salzburg. 1986 wurde „Kuhn Ladetechnik“ gegründet und die Generalvertretung für Palfinger-Krane und Mitsubishi-Gabelstapler übernommen. Mit Kuhn KFT in Budapest wurde im Jahr 1990 die erste Auslandsniederlassung gegründet. 1994 folgte die Übernahme der Generalvertretung für Baumaschinen der Marke Komatsu.
2012 übernahm Kuhn die Emco, einen Werkzeugmaschinenhersteller aus dem insolventen A-Tec-Konzern.

## Unternehmen
Das Unternehmen ist in die strategischen Bereiche Baumaschinen, Ladetechnik und Produktion von Werkzeugmaschinen unterteilt. Alle drei Bereiche agieren organisatorisch und operativ voneinander unabhängig und sind sowohl in Österreich als auch international von getrennten Firmen unter dem Dach der Kuhn Holding GmbH organisiert. Das Unternehmen mit Auslandstöchtern in Tschechien, der Slowakei, Ungarn, Kroatien, Bosnien, Slowenien, Polen, der Schweiz und Deutschland bedient die Bau-, Transport-, Lager und Logistikwirtschaft. Die Kuhn Holding betreibt 53 Niederlassungen und sechs Produktionsstandorte. 2022 befanden sich 80 Lehrlinge bei Kuhn in der Ausbildung.
Die Zwillingsbrüder Andreas und Stefan Kuhn leiten die Geschicke der familiengeführten Kuhn Holding in zweiter Generation seit dem Jahr 2001.
Die Schweizer Sparte des Baumaschinenherstellers Kuhn hat das Mining-Truck-Segment revolutioniert. Dabei wurde ein dieselbetriebener Muldenkipper zu einem batteriebetriebenen Muldenkipper umgestellt. Der „eDumper“ ist das größte Elektrofahrzeug der Welt und kommt in einem Steinbruch am Stadtrand von Biel in der Schweiz zum Einsatz. Durch den Einsatz von Batterien als Energiequelle werden jährlich rund 50.000 Tonnen Diesel eingespart.
Die Salzburg AG installierte eine Photovoltaik-Anlage am Dach des Kuhn-Headquarters in Eugendorf bei Salzburg. 60 Photovoltaik-Paneele erzeugen seither 18.000 kWh Strom pro Jahr. Am Standort in Himberg in Niederösterreich realisierte die Firma in Kooperation mit der Salzburg AG eine 119 kWp starke Photovoltaik-Anlage. Auch in den weiteren Niederlassungen der Kuhn-Gruppe im In- und Ausland werden Photovoltaikanlagen installiert werden.
Mit der Übernahme eines Unternehmens in Bukarest zu Beginn des Jahres 2022 wurde die Kuhn Holding auch in Rumänien tätig.